# 1541 en musique classique
| \| • Retour à la chronologie générale de la musique classique • \| |
| Grèce • Rome • Haut Moyen Âge • VIIIe siècle • IXe siècle • Xe siècle • XIe siècle XIIe siècle • XIIIe siècle • XIVe siècle • XVe siècle • XVIe siècle • XVIIe siècle XVIIIe siècle • XIXe siècle • XXe siècle • XXIe siècle |
| • Retour à la chronologie générale de la musique classique • |

| Années en musique classique : 1538 - 1539 - 1540 - 1541 - 1542 - 1543 - 1544    |
| Décennies en musique classique : 1510 - 1520 - 1530 - 1540 - 1550 - 1560 - 1570 |

## Événements
- Publication à Venise par Angelo Gardano du Primo libro de' madrigali a 3 voci de Costanzo Festa.

## Naissances
- 7 septembre : Hernando de Cabezon, compositeur et organiste espagnol († 1er octobre 1602).

## Décès
- 14 janvier : Lupus Hellinck, compositeur franco-flamand (° 1493 ou 1494).